# Alexander Bernhard von Spaen
Alexander Bernhard von Spaen (* 24. Dezember 1669; † 11. Dezember 1743) war ein preußischer Generalmajor und residierender Komtur des Johanniter-Ordens in Wietersheim. Zudem war er Drost in Goch und Gennep sowie Erbherr von Ringenberg und Hamminkeln.

## Leben

### Herkunft
Seine Eltern waren der kurbrandenburgische Generalfeldmarschall Alexander von Spaen (1619–1692) und dessen Ehefrau Henriette, geborene von Arnheim († 4. August 1671).

### Militärkarriere
Spaen wurde 1694 kurbrandenburger Major der Kavallerie. Am 31. Januar 1705 wurde er Oberst, dann Brigadier, am 29. November 1709 Generalmajor und am 1711 Ritter des Schwarzen Adlerordens. Er hatte bereits 17 Feldzüge mitgemacht, als er in der Schlacht bei Malplaquet schwer verletzt wurde. Er erhielt einen Schuss in den Kopf und verlor ein Auge.

### Familie
Er war seit Juli 1700 mit Johanna von Laer (* 1. März 1679; † 2. November 1705) verheiratet und hatte einen Sohn und eine Tochter:
- Johann Heinrich Friedrich (1705–1762), preußischer Generalmajor
- Hendrina Johanna Dorothea (1702 – 19. März 1737), Stiftsdame am St. Walburga-Stift zu Soest, beigesetzt in der Stiftskirche Fröndenberg/Ruhr.

Alexander Sweder von Spaen (* 15. November 1703; † 2. November 1768), holländischer Generalmajor, war sein Neffe (Sohn des Bruders Friedrich Wilhelm von Spaen).
Dieser war verwickelt in den Fluchtversuch des preußischen Kronprinzen Friedrich (Katte-Affäre) und wurde zu drei Jahren Festungshaft verurteilt.
⚭ Adriana Petronella de la Court (* 16. Mai 1696; † 11. August 1748)
⚭ Elisabeth Agnes Jacoba von Nassau-la Lecq (* 30. August 1724; † 22. Juni 1798)